# Dalmau V de Rocabertí
Dalmau V de Rocabertí (?, ? - Mallorca, 1229) fou vescomte de Rocabertí, fill i hereu del vescomte Jofre II de Rocabertí i possiblement de Maria d'Empúries, per tant, era cunyat del comte d'Empúries. Va prendre el domini del vescomtat el 1212 quan morí el seu pare i fou un dels barons que va acompanyar el rei Jaume el Conqueridor a la conquesta de Mallorca, per indicacions del comte d'Empúries, on va morir en una de les batalles que precedeixen la presa de la capital (1229). Es va casar amb Arsenda de Pinós o Bonet i va tenir els següents fills:
- Hug Jofre I de Rocabertí (mort el 1250) possible hereu o regent
- Jofre III de Rocabertí (mort el 1280) hereu
- Guerau, senyor de Sutera
- Renard
- Aranu, senyor de Cammarata
- Benet de Rocabertí, (mort el 1268), arquebisbe de Tarragona.
- Sibil·la